# Journée des mal brûlés
Op 27 april 1562, bekend als de Journée des mal brûlés, ook wel maubruslez ("Dag van de slecht-verbranden") werden de veroordeelde calvinisten Philippe Maillart en Simon Fauveau van de brandstapel bevrijd in Valenciennes.

## Geschiedenis
De Henegouwse stad Valenciennes lag in een streek die sterk aan welvaart had ingeboet en waar honger en werkloosheid de religieuze protesten voedden. In januari 1562 werden de diakens Philippe Maillart en Simon Fauveau aangehouden nadat de inquisiteur hun namen had aangetroffen in papieren van Guy de Bray. Fauveau was een meester-zeepmaker en Maillart een vervaardiger van vrouwenkousen en -schoeisel. Beiden hadden in Genève gestudeerd aan de academie van Calvijn. In hun ondervraging toonden ze zich openlijk aanhangers van de hervormde leerstellingen, wetend wat hen volgens de ketterijplakkaten te wachten stond. 
De stadsmagistraat was zich ervan bewust dat een doodstraf tot onlusten kon leiden. Er circuleerden pamfletten en een gerucht van nakende terechtstelling bracht op 22 maart honderden gewapende lieden op straat. De stadsbestuurders schreven landvoogdes Margaretha van Parma aan met het verzoek verdere onderzoeksdaden te mogen stellen in de hoop dat de betrokkenen door tijdsverloop tot inkeer zouden komen. Het antwoord was echter negatief. Er werd nog een delegatie naar Brussel gestuurd en de Raad van State boog zich over de kwestie, maar verder getalm werd niet getolereerd. Stadhouder Jan IV van Glymes van Bergen – geen voorstander van het strenge ketterbeleid – werd gelast de veiligheid in persoon te gaan te verzekeren, maar hij weigerde omdat de zaak zogezegd beneden zijn waardigheid was. De verdeelde magistraat zou zelf de orde moeten handhaven.
Op 27 april om 6u 's morgens betraden de wapengilden de Grote Markt van Valenciennes en werd het doodvonnis voorgelezen. Het schavot was beschermd door een ijzeren omheining. Zestig burgers waren aangeduid om de orde te handhaven, maar vanwege de verdeeldheid in de magistraat was de helft van hen hervormingsgezind. Het volk was talrijk aanwezig en zong mee toen de veroordeelden Psalm 94 over goddelijke vergelding aanhieven. Een vrouw smeet een schoen, waarna het plots stenen begon te regenen. Door de bekogeling zagen de bewakers zich gedwongen de veroordeelden terug naar de gevangenis te brengen. De menigte drong door de barricade, brak de brandstapels af en gebruikte de staken om de gevangenisdeur in te beuken. Het was net op tijd om een noodexecutie te beletten. Triomfantelijk werden Fauveau en Maillart op de schouders naar buiten gedragen. 
Na een predicatie om dank te zeggen werd het duo buiten de stad in veiligheid gebracht en ontsnapten ze naar Engeland. Wachten op de gesloten stadspoorten moeten hebben meegewerkt. De ouderling Guillaume Cornu, een assistent van Guy de Bray die het volk had opgehitst, werd naderhand aangehouden en moest zijn hulp op 2 juli 1563 met de dood bekopen. Ook Fauveau werd alsnog gevat na de inname van Valencijn en op 29 maart 1568 levend verbrand.